# ГЕС Bānduō
ГЕС Bānduō (班多水电站)  — гідроелектростанція на півночі Китаю у провінції Цінхай. Знаходячись між ГЕС Mǎěrdǎngbà (вище по течії) та ГЕС Yángqū, входить до складу каскаду на одній з найбільших річок світу Хуанхе. В майбутньому між станціями Mǎěrdǎngbà та Bānduō планується спорудити ГЕС Cíhāxiá. 
В межах проекту річку перекрили бетонною гравітаційною греблею висотою 79 метрів, довжиною 305 метрів та шириною по гребеню 21 метр. Вона утримує водосховище з об’ємом 15,7 млн м3 (корисний об’єм 706 млн м3) та припустимим коливанням рівня поверхні у операційному режимі між позначками 2757 та 2760 метрів НРМ (під час повені до 2760,3 метра НРМ). 
Інтегрований у греблю машинний зал обладнали трьома турбінами типу Каплан потужністю по 122,5 МВт, які використовують напір дещо менший за чотири десятки метрів (нормальний рівень води у нижньому б’єфі при роботі всіх трьох гідроагрегатів становить 2721,5 метра НРМ) та забезпечують виробництво 1412 млн кВт-год електроенергії на рік.
Спорудження станції потребувало вибірки 7,7 млн м3 породи (в тому числі 1,8 млн м3 скельних порід) та використання 565 тис м3 бетону.